# روابط شیعه و سنی

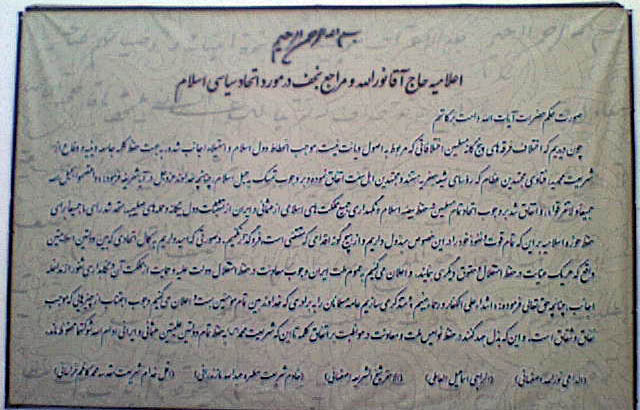
اعلامیه مراجع شیعه از جمله نورالله نجفی اصفهانی و آخوند خراسانی در مورد اتحاد سیاسی اسلام، در خانه مشروطیت اصفهان

اسلام سنی و اسلام شیعی دو فرقه بزرگ اسلام هستند. تقسیمشان به جدایی‌ای در پی مرگ محمد در سال ۶۳۲ میلادی بر می‌گردد؛ مشاجره‌ای بر سر جانشینی محمد، به عنوان یک خلیفه امت اسلامی که به نقاط مختلف جهان کشیده شد و امری که به جنگ جمل و نبرد صفین انجامید.

## اختلافات

### عقاید
- عصمت

شیعیان معتقدند که خداوند به پیامبران عصمت(مصونیت از گناه و خطا) عطا کرده و سپس این عصمت را به امامان نیز داده است تا آن‌ها راهنمای مسلمانان و مرجع آن‌ها باشند. در حالی که اهل سنت معتقدند که عصمت تنها مختص پیامبران است.
- صحابه و مادران مؤمنان

هر دو گروه شیعه و سنی معتقدند که صحابه (یاران محمد) انسان‌هایی هستند که ممکن است خطا کنند یا درست عمل کنند. با این حال، شیعیان بر این باورند که برخی از صحابه عادل و فضیلتمند بوده‌اند و برخی دیگر منافق و فاسق. در مقابل، اهل سنت معتقدند که همه صحابه عادل هستند و احترام آن‌ها واجب است. آن‌ها معتقدند که بهترین افراد پس از پیامبران به ترتیب ابوبکر، عمر، عثمان و سپس علی بن ابی‌طالب هستند و پس از آن‌ها سایر صحابه بر اساس فضیلت‌هایشان قرار می‌گیرند.
از سوی دیگر، بیشتر شیعیان ابوبکر، عمر و عثمان را تکفیر می‌کنند.. همچنین، بیشتر شیعیان معتقدند که مادران مؤمنان (همسران محمد) از هرگونه گناه و فحشا مبرا هستند. اما درباره عایشه، شیعیان معتقدند که او با خروج علیه امام زمان خود (علی) و ایجاد فتنه، بر خلاف شرع خدا عمل کرد و باعث ریخته شدن خون مسلمانان شد و همچنین محمد را آزار می‌داد. در حالی که اهل سنت از عایشه راضی هستند و او را از محبوب‌ترین افراد نزد محمد و همسر ایشان در بهشت می‌دانند.
- توسل و استغاثه

شیعیان جواز استغاثه (درخواست کمک) از بندگان صالح مانند امامان و پیامبران را جایز می‌دانند،  اما علمای اهل سنت در این موضوع با آن‌ها مخالف هستند. برخی از علمای اهل سنت توسل به پیامبران و افراد صالح را جایز می‌دانند، برخی دیگر تنها توسل به محمد را مجاز می‌شمرند، و برخی نیز به طور مطلق توسل را حرام می‌دانند.

## اندیشه وحدت
وحدت شیعه و سنی از اندیشه‌هایی است که خصوصاً در دوران معاصر و همزمان با استعمار و مشکلات سیاسی و بین‌المللی مسلمانان از سوی برخی اندیشمندان مطرح شد؛ برای مقابله با مشکلات و دشمنان مشترک.

### هفته وحدت
اهل سنت روز دوازدهم ماه ربیع‌الاول را تاریخ ولادت محمد می‌دانند اما اکثر شیعیان تاریخ این اتفاق را هفدهم ربیع‌الاول می‌دانند. در دهه شصت خورشیدی به ابتکار و پیشنهاد حسینعلی منتظری فاصلهٔ بین دوازدهم تا هفدهم ربیع‌الاول را هفته وحدت نامگذاری می‌کنند.
به گفتهٔ سید علی خامنه‌ای هفته وحدت برای نزدیک شدن و همبستگی سنی‌ها و شیعیان است، درحالی‌که عده‌ای از مراجع شیعه نزدیکی اعتقادی شیعه و سنی را خلاف نص روایات می‌دانند اما ارتباط و وحدت سیاسی را بلامانع می‌دانند.